# Фефелеј (Прахова)
Фефелеј (рум. Fefelei) насеље је у Румунији у округу Прахова у општини Мизил. Oпштина се налази на надморској висини од 123 m.

## Становништво
Према подацима из 2002. године у насељу је живело 517 становника, од којих су сви румунске националности.